# Герб Лісників
Герб Лісників — один з офіційних символів села Лісники, Києво-Святошинського району Київської області.
Затверджений 6 квітня 2004 року рішенням сесії Лісниківської сільської ради.
Автор проекту герба — Андрій Гречило.

## Опис (блазон)
У  зеленому полі з відділеної зубчасто срібної основи виростають два золоті дуби, над якими — золотий лапчастий хрест. 
Щит вписано в еклектичний картуш, увінчаний червоною міською короною.

## Зміст
Лісники відомі з XV ст. як поселення належне до Києво-Печерської лаври, на що вказує хрест. Зубчасте ділення означає, що в XVII ст. село стало містечком і тут було побудовано невеличкий замок. Зелений колір і дуби уособлюють назву поселення (герб є промовистим) і підкреслюють його розташування серед лісів. 
Червона міська корона означає сільський населений пункт, який мав історичний статус містечка.
Оформлення герба відповідає усталеним вимогам для гербів сільських громад.